# Jan Komnen Gruby
Jan Komnen Gruby (gr. Ἰωάννης Κομνηνὸς ὁ παχύς, zm. 1201) – bizantyński arystokrata, uzurpator. 

## Życiorys
Był synem Aleksego Aksucha i Marii Komnen, córki Aleksego Komnena, który był najstarszym synem cesarza Jana II Komnena. 31 lipca 1201 roku ogłosił się cesarzem w Konstantynopolu. Spisek nie powiódł się i Jan został stracony. Jego córką była prawdopodobnie Teodora Aksouchina, żona cesarza Trapezuntu Aleksego I Komnena (1204-1222).